# Bunjil
Bunjil is een plaats in de regio Mid West in West-Australië.

## Geschiedenis
John Forrest verkende de streek in 1869.
Het dorp Bunjil werd in 1914 officieel gesticht als het resultaat van een beslissing in 1913 om er een nevenspoor ('siding') van de spoorweg tussen Wongan Hills en Mullewa aan te leggen. Districtslandmeter Smith stelde de Aboriginesnaam Bunjil voor. De betekenis ervan is niet bekend.
In de streek werden oorspronkelijk vooral schapen gefokt maar tegen het eind van de jaren 1920 werd er ook graan gekweekt. In 1932 kondigde de 'Wheatpool of Western Australia' aan dat het twee graanzuigers aan het nevenspoor in Bunjil zou plaatsen. In 1936 werd er een grote graansilo gebouwd.

## Beschrijving
Bunjil maakt deel uit van het lokale bestuursgebied (LGA) Shire of Perenjori, een landbouwdistrict waarvan Perenjori de hoofdplaats is. 
Het is een verzamel- en ophaalpunt voor de oogst van de in de streek bij de Co-operative Bulk Handling Group aangesloten graanproducenten.
In 2021 telde Bunjil 61 inwoners.

## Ligging
Bunjil ligt 318 kilometer ten noordnoordoosten van de West-Australische hoofdstad Perth, 228 kilometer ten zuidoosten van Geraldton en 30 kilometer ten zuiden van Perenjori.